# Alberto Herrera y Franchi
Tướng Alberto Herrera y Franchi (1 tháng 9 năm 1874 – 18 tháng 3 năm 1954) là Quyền Tổng thống Cuba từ ngày 12 tháng 8 đến ngày 13 tháng 8 năm 1933.

## Tiểu sử

### Thân thế
Tướng Herrera là Bộ trưởng Bộ Chiến tranh và Hải quân dưới thời Tổng thống Gerardo Machado. Ông kết hôn với Ofelia Rodríguez Arango và họ có ba người con tên gọi Alberto, Rodolfo và Ofelia Herrera y Rodríguez-Arango.

### Vai trò trong chính quyền Machado và Cách mạng 1933
Ngày 11 tháng 8 năm 1933, khi toán quân nổi dậy thuộc Quân đội Quốc gia Cuba chiếm giữ Castillo de la Real Fuerza, Tướng Herrera đã đến pháo đài để đạt được một giải pháp hoặc hiệp ước với quân nổi dậy. Ông tìm gặp Erasmo Delgado. Sau nhiều cuộc tranh luận và cho rằng quân nổi dậy không muốn Herrera nắm lấy chức vụ tổng thống sau sự ra đi của Machado, người ta đã đồng ý rằng trao quyền cho ông ấy trên cương vị là Đại tướng, những hành động mà quân nổi dậy thực hiện không cấu thành một cuộc nổi dậy mà được ra lệnh thay mặt ông ta.

### Sau khi Machado ra đi
Sau sự ra đi của Machado vào ngày 12 tháng 8 năm 1933, khoảng trống quyền lực đã được tạo ra và Sumner Welles ban đầu đề xuất thay thế Machado bằng Herrera. Thật không may, quân nổi dậy đã không đồng ý với đề xuất này. Sumner Welles ghi vào ngày 12 tháng 8 năm 1933 như sau:

Sau lời hứa của một số lãnh đạo quân đội vào lúc 4 giờ sáng nay rằng họ sẽ đồng ý đảm nhận chức vụ Quyền Tổng thống cho bất kỳ người Cuba nào với điều kiện Tổng thống Machado sẽ từ chức. Tôi được thông báo lúc 7 giờ rằng họ đã thay đổi ý định một lần nữa và sẽ chấp nhận bất kỳ ai khác ngoài Tướng Herrera, người mà cá nhân họ hết lòng cống hiến nhưng họ sợ rằng đại đa số phe đối lập sẽ không chấp nhận vì mối quan hệ mật thiết trong quá khứ của ông với Tổng thống Machado.

Do đó, Sumner Welles đã nghĩ ra một kế hoạch mới, trong đó Herrera sẽ vẫn là thành viên Nội các duy nhất không từ chức khỏi chính quyền Machado, do đó mặc định trở thành Quyền Tổng thống chỉ với mục đích bổ nhiệm Carlos Manuel de Céspedes y Quesada, con của Carlos Manuel de Céspedes (Cha già Tổ quốc), là thành viên Nội các Herrera. Ngay sau đó, Herrera từ chức và vì Carlos Manuel de Céspedes y Quesada là người duy nhất còn lại trong Nội các nên ông được mặc định trở thành tân Tổng thống.
Ý định của Sumner Welles hòng duy trì một hình thức tiếp nối hiến pháp kể từ lúc Machado rời đi cho đến khi thành lập một chính phủ mới. Một số học giả, chẳng hạn như Rolando Rodriguez, đã đặt câu hỏi liệu việc bổ nhiệm Carlos Manuel de Céspedes y Quesada làm thành viên Nội các rồi sau mới được bổ nhiệm làm Tổng thống thì có hợp hiến hay không. Sau khi bổ nhiệm Carlos Manuel de Cespedes y Quesada làm Tổng thống, Herrera bèn bỏ trốn đến Khách sạn Nacional rồi về sau tìm được cơ hội mở ra con đường thoát khỏi Cuba.